# Causes de la Révolution française
 (février 2022).
- Si vous ne connaissez pas le sujet, laissez ce bandeau (vous pouvez alors contacter les auteurs).
- Si vous supprimez le contenu mis en cause (vous pouvez préalablement contacter les auteurs),

argumentez précisément cette suppression dans la page de discussion
(un manque de référence n'est pas un argument ; une recherche réelle de référence doit avoir été effectuée, être formellement documentée).
Les causes de la Révolution française ont été analysées dès le XIXe siècle ; l'étude historiographique de cette Révolution est marquée par les divisions politiques des différentes époques qu'elle a traversées, et aucun consensus définitif n'a encore été obtenu.
De ces divisions politiques, trois écoles principales se distinguent :
- la libérale, pour laquelle les causes sont essentiellement politiques, et associées au manque de libertés de l'Ancien Régime ;
- la socialiste, qui estime que les causes sont essentiellement économiques, et traduisent la volonté de la bourgeoisie de prendre tous les pouvoirs ;
- la contre-révolutionnaire, qui les limitent à la volonté d'éradiquer la religion catholique.

Ces écoles restent aujourd'hui les bases des principaux courants d'interprétation. Elles ne s'excluent pas mutuellement, et se recoupent sur divers points.

## Considérations préalables sur l'Ancien Régime

### Le système politique
Le royaume de France est gouverné par une monarchie absolue. Cet absolutisme peut être toutefois limité par l'absence de lois fondamentales claires, ce qui permet à diverses entités (notamment les Parlements) de contrer ou ralentir les décisions royales. Le roi exerce son pouvoir exécutif à travers son Conseil, le plus souvent sous l'égide d'un ministre principal, rassemblant les fonctions régaliennes : affaires étrangères, conduite des affaires militaires et entretien d'une partie d'une armée professionnelle, surveillance des affaires religieuses, finances de l’État. Une partie de la justice, de l'administration, et de la police sont également de son autorité directe. La fonction publique étatique regroupe au total 60 000 personnes sous Louis XIV.
Le roi dispose également du pouvoir législatif, les lois du Roi devant respecter les lois du Royaume, issues de la coutume. Les Parlements, chambres d'appel des juridictions locales, et ayant la charge d'enregistrer les lois du royaume et les bulles pontificales, doivent notamment veiller à l'adéquation des lois royales avec celles du royaume, ce que certains comparent à un droit para-constitutionnel. Ces assemblées ont également la possibilité d'adresser des critiques sur les textes, ce que l'on appelle le Droit de remontrance - la question de savoir si ce droit permet de bloquer les textes ou pas étant permanente depuis Louis XIII[réf. nécessaire].
De même, la question de savoir si la doctrine catholique a prééminence ou non sur la loi du royaume n'est pas tranchée. Les rapports entre l’Église et l’État ne sont pas clairement définis et le droit ne prévoit pas de "religion d’État". Le roi de France s'est toujours dit catholique, mais a toujours cherché à limiter l'influence étrangère de l’Église en France, en particulier celle du pape, ce qui a conduit en particulier au Grand Schisme d'Occident, à la Pragmatique Sanction de Bourges (1438), au Concordat de Bologne (1513), et à la Déclaration des Quatre articles (1682), tous textes fondant  l'église gallicane de France.
La justice ordinaire est un métier, soit de la noblesse terrienne, soit de représentants directs du roi ; la concurrence peut apparaître entre les nobles et les représentants du roi, voire à l'intérieur de ces groupes, les limites entre les juridictions étant très mobiles. Avec l'existence de structures d'appel, comme les Parlements, le résultat est un fouillis de juridictions et de jurisprudences jamais codifiées. La plupart des charges sont vénales, en particulier celles des Parlements, ce qui restreint leur représentativité aux membres les plus prospères des trois ordres composant la population.

### Les ordres
La France de l'Ancien Régime est une Société d'ordres. Sa population totale en 1789 est de 27 à 28 millions d'habitants.

#### La noblesse
La noblesse est composée — selon de nombreux historiens qu'appuie Robert Dauvergne — de 300 000 à 400 000 membres, soit 1 à 1,5 % de la population française. Il est toutefois difficile d'être plus précis, aucun état de la noblesse n'ayant été fait avant la Révolution, et les évaluations au cours du temps restant très aléatoires. Le titre est héréditaire, principalement par descendance mâle ; il peut s'acheter via un office ; le roi peut anoblir quelqu'un ou relever un titre étant tombé. La noblesse assure de manière décentralisée les fonctions de défense, police, justice, administration locale, financées par un impôt appelé la taille, dont une partie de la population (noblesse elle-même, clergé et bourgeoisie des grandes villes) est exempt. Elle ne paye que peu d'impôts et ne répond de droit que devant les Parlements.[réf. nécessaire]
La composition de la noblesse, principalement héréditaire jusqu'alors, évolue au XVIIIe siècle. Les nobles, sous peine de déroger, ne peuvent exercer que peu d'activités en dehors de l'administration de leur domaine (militaire, négoce maritime...). Dans le même temps, la vénalité des charges permettant l'anoblissement permet dès le début du XVIIe siècle aux négociants les plus fortunés de faire entrer leur famille dans la noblesse, mais à condition de limiter leurs activités à celles prévues par ce nouveau statut. Un projet de processus formel d'anoblissement des négociants et banquiers, dont le but était de permettre aux négociants anoblis de continuer le négoce, échoue en 1712. Gournay, lui-même négociant, le propose à nouveau en 1754, sans plus de succès. De nouveaux projets échouent en 1759 et 1765, et se heurtent à une violente opposition des artisans et industriels. Finalement, l'arrêt du Conseil du 30 octobre 1767 se refuse à anoblir les négociants et banquiers, mais leur confère certains attributs de la noblesse, comme le droit de porter épée. Après 1767, la monarchie anoblit individuellement des négociants, industriels et banquiers. D'autres corps de l'État connaissent également une accession facilitée à l'anoblissement : l’édit du 27 novembre 1750 le prévoit pour les officiers supérieurs de l'armée royale.
La noblesse en 1789 est ainsi un mélange de processus héréditaire et de promotions récentes. À l'origine, les revenus de la noblesse sont ceux de ses terres. Mais les colonies en ont enrichi une partie par le commerce extérieur. La noblesse est ainsi divisée entre la noblesse terrienne historique, de fortune très variée, la plus récente noblesse marchande anoblie, plus opulente, et la noblesse de Cour. S'il y a une certaine unicité dans l'ordre, ce n'est que par leur volonté de lutter contre les mesures de l'État venant remettre en cause leur pouvoir et leurs privilèges d'ordre ; les Parlements deviennent alors les porte-paroles de cet ordre qui les compose entièrement.

#### Le clergé
Le clergé représente environ 0,5 % de la population, soit de 130 000 à 170 000 personnes,. Depuis le Concordat de Bologne, le clergé est nommé par le roi et ne reçoit qu'une approbation religieuse de principe du pape. C'est le gallicanisme, imposé par les rois de France à la place de la traditionnelle élection des évêques par les fidèles.
Le clergé assure le culte religieux, ainsi que les fonctions suivantes (avec les dénominations actuelles) : enseignement, recherche, santé, état-civil. Les fonctions de l’Église sont financées par un impôt appelé la dîme. Le clergé ne paye pas d'impôt et ne répond pas de la justice ordinaire[réf. souhaitée].
La justice ecclésiastique, c'est-à-dire concernant les affaires religieuses, a disparu au XVIIIe siècle avec les efforts particuliers de Louis XIV et du Régent pour l'éradiquer des rattachements récents. L'Inquisition a disparu en France au XVe siècle sur décision de François 1er, qui confie la répression de l'hérésie aux Parlements.
Avec le gallicanisme, le haut-clergé fait souvent partie de la noblesse. Par exemple Richelieu fait partie de la noblesse, du clergé, de la finance, et de la haute administration.. Les charges, en particulier d'évêques, sont considérées comme des fiefs attribués par le roi et valorisés comme des rentes. Il y a ainsi une différence structurelle entre haut et bas clergé qui reçoit une sorte de salaire fixe dénommé la « portion congrue ». L’Édit royal de 1686 fixe un salaire minimal à 300 livres. Après de nombreuses protestations et réclamations, un nouvel Édit de mai 1768 réévalue ce minimum à 500 livres.

#### Le tiers-état
Le Tiers état est le reste, soit 98% de la population.
La population rurale représente 80% du tiers-état. La paysannerie représente 90% de la population rurale et les deux tiers du tiers-état.
Karl Marx sépare le tiers-état en « prolétariat » et « bourgeoisie », mais le mot « bourgeoisie » a beaucoup changé de signification selon les époques. Au XVIIIe siècle, il désigne la population urbaine. Pour Marx, il se réfère à la « propriété des moyens de production ». Or celle-ci regroupe une grande variété de conditions, dont une grande partie concerne la noblesse et le clergé. On y trouve en particulier :
- les hauts fonctionnaires, comme les financiers[21] royaux et fermiers généraux :
- les négociants/banquiers,
- les magistrats et hommes de loi

Cela a fait émerger la thèse de « fusion des élites » que rejette Guy Lemarchand pour qui la noblesse terrienne a été la grande perdante,.
Par contre, les métiers d'artisanat, d'industrie, de services, certaines professions libérales, représentés par les corporations, sont pratiqués essentiellement par le tiers-état, bien qu'il y ait eu quelques anoblissements d'industriels, comme Oberkampf en 1787.
Les députés du tiers-état aux États généraux sont 35% d'avocats, 18% de négociants/banquiers et industriels, 11 nobles et 3 membres du clergé[réf. nécessaire].
De même, le prolétariat est composite. Le fait que la paysannerie ne représente que les deux tiers du tiers-état est lié à un début d'industrialisation au XVIIIe siècle. L'artisanat et l'industrie regroupent des conditions très différentes selon qu'il s'agisse de maîtres, de compagnons, d'ouvriers, de journaliers, de façonniers, et encore plus des femmes et enfants de tous ceux-ci, qui travaillent tous mais sont moins payés. La lettre d'anoblissement d'Oberkampf le félicite de donner du travail aux enfants dès l'âge de 5 ou 6 ans...
Il faut ajouter à tout cela les esclaves noirs des colonies d'Amérique, qui ne figurent dans aucune catégorie, n'étant pas citoyens. Leur nombre simultané est estimé selon les sources de 500 000 à un million, dont une majorité à Saint-Domingue.

### Les libertés
L'esclavage a été aboli en France au début du Moyen Âge. Le servage y a disparu à la fin du Moyen Âge. En revanche, le rattachement récent à la France de territoires de l'est ayant appartenu à des pays pratiquant toujours le servage, comme la Franche-Comté en 1678, implique des "survivances serviles", en particulier un droit de Mainmorte. Il a pu concerner théoriquement jusqu'à un million de personnes, soit 4% du tiers-état. Tous ces droits sont finalement abolis par l’Édit du 8 août 1779.
Malgré l'interdiction de l’Église, l'esclavage a été autorisé dans les colonies d'Amérique depuis Henri IV, officiellement depuis Louis XIV. L'opinion y est favorable.Seul un petit groupe de personnes fortunées crée en 1788 une Société des amis des Noirs demandant l'abolition. La lettre d'anoblissement de Laffon-Ladebat en 1773 le félicite d'avoir vendu en Amérique plus de 4 000 esclaves en dix ans. Le Régent publie l’Édit du 25 octobre 1716 qui autorise de faire venir en métropole des esclaves dans des conditions restrictives, ce qui légalise de facto l'esclavage sur le territoire après plus d'un millénaire d'interdiction. Mais cela ne concerne que quelques centaines de personnes. Au total, l'esclavage concerne de 1,8% à 3,5% de la population.
Le droit d'aubaine réduit les droits civiques des étrangers vivant en France.
Le statut des Juifs varie suivant les régions, pour des raisons historiques. Ils disposent en général de la liberté de culte, mais ont des droits civiques réduits. Cela concerne 0,15% de la population.
L'Édit de Fontainebleau (1685) qui fixe le statut des calvinistes est contradictoire. Il abolit la liberté de culte, mais semble conserver la liberté de conscience. En pratique, il n'y a plus de répression après la mort de Louis XIV mais le statut des calvinistes reste indéterminé. Par exemple, certains calvinistes sont anoblis au XVIIIe siècle, mais c'est rédhibitoire pour d'autres.
L'édition de livres et journaux est soumise à une autorisation préalable, de même que l'importation, mais cette dernière restriction n'est pas respectée.

## Contexte idéologique

### Libéralisme politique
Le libéralisme politique est un mouvement apparu en Angleterre au XVIIe siècle, consistant à faire de l'ordre public la fin de tout système politique et de ses lois, de l’État la seule source des lois, du maintien des lois la seule mission de l’État. Il est formalisé en particulier par John Locke. Il s'oppose ainsi à deux concepts centraux de la monarchie française[réf. nécessaire] :
- la législation découlant d'une idée morale comme la doctrine catholique,
- un rôle de l’État plus large que celui qu'il exprime par les lois, comme la protection du peuple.

### Libéralisme économique
Le libéralisme économique, est l'idée née vers le XVIIe siècle, selon laquelle les lois du marché et la libre concurrence conduisent à elles seules à la meilleure situation économique collective. Elle est représentée tout d'abord en France par l'école physiocrate de François Quesnay, Mirabeau et Turgot. Elle a la sympathie des gouvernements de Choiseul, qui nomme Bertin, et de Maurepas, qui nomme Turgot. Bertin et Turgot sont les principaux artisans de la libéralisation au XVIIIe siècle.
L'exemple le plus parlant est celui du commerce de grains, qui constitue l'essentiel de la production et de la dépense des ménages. L’État a pour préoccupation première d'empêcher les situations de famine. Pour cela, son principe est la décentralisation. Depuis la déclaration royale du 31 août 1699, le marché est nécessairement local, les producteurs devant apporter leur récolte au marché local et les marchands devant se faire enregistrer. L'exportation est a priori interdite.
Les pouvoirs publics interviennent pour réguler le prix du pain, empêcher la constitution de monopoles excessifs et s'assurant de la suffisance de l'approvisionnement,. À ce fonctionnement, orienté vers la sécurité, Quesnay oppose une mondialisation des échanges en autorisant le libre commerce des grains en France et à l'étranger et prétend que cela contiendra les prix par un mécanisme naturel.
Selon Karl Marx, cette idée décrit l'adaptation de la société aux besoins de la bourgeoisie dont la prise de pouvoir constitue la révolution française.

### Franc-maçonnerie
La franc-maçonnerie est un espace de sociabilité qui commence au XVIIe siècle en Angleterre. Elle est rapidement condamnée par l’Église catholique en 1738 par la bulle In eminenti apostolatus specula, mais le Parlement de Paris refuse d'enregistrer. Sociabilité aristocratique et bourgeoise, elle se répand en Europe, certains monarques protestants comme Frédéric II, roi de Prusse et Adolphe-Frédéric de Suède y adhèrent,.
Selon l'auteur de L'Europe catholique au XVIIIe siècle, la franc-maçonnerie est composée en 1789 surtout d'hommes de loi, magistrats et avocats, de 12% d'artisans et commerçants, de 15% de nobles, de 6% de membres du clergé, et d'une proportion élevée de 36% de haute bourgeoisie. Les questions religieuses sont exclues des débats, mais ces groupes exposent dans leur pratique une vision antithétique que celle proposée par l’Église, inégalitaire également mais fondée non plus sur la naissance et une société de droit divin mais selon le savoir ou l'utilité sociale de chaque individu qui la compose.

### Parti philosophique

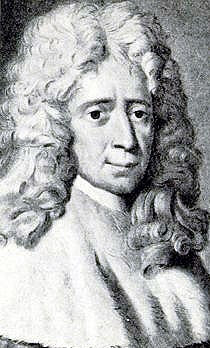
Montesquieu et le principe politique de la séparation des pouvoirs.

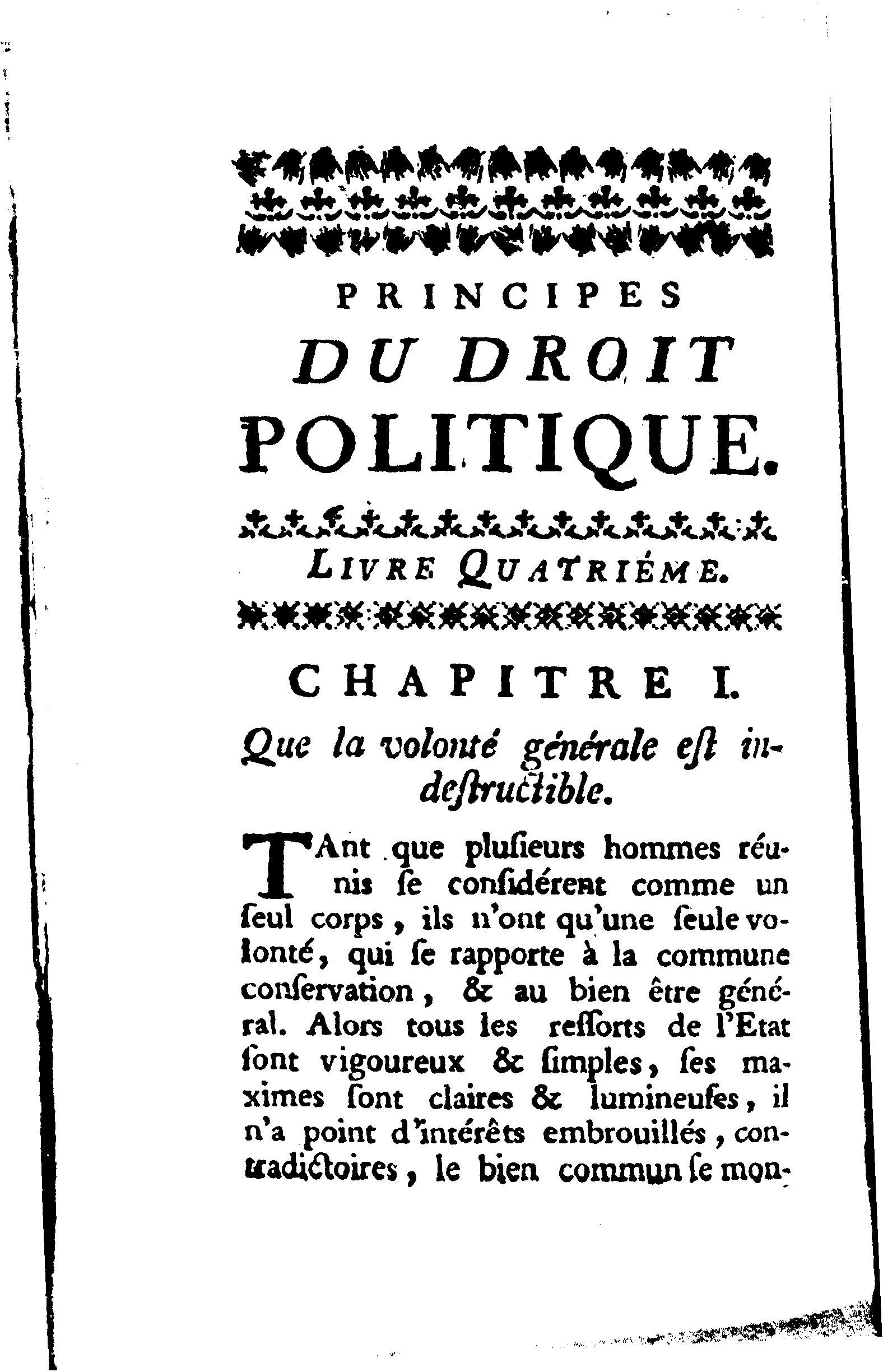
Rousseau prend position dans son ouvrage Du contrat social ou Principes du droit politique en faveur de la démocratie directe.

Le « parti philosophique » est un terme qu'utilisent pour se désigner collectivement et informellement les classes dirigeantes et fortunées qui se réclament des Lumières. Il s'oppose au « parti dévot », qui est catholique, et au jansénisme.
Les Lumières sont un mouvement intellectuel composite initié en Angleterre au XVIIe siècle, lié au libéralisme politique. On y rattache généralement des auteurs comme[réf. souhaitée] :
- Enlightenment : Locke, Hume, Hobbes etc.
- Aufklärung : Leibnitz, Kant etc.
- Lumières : Montesquieu, Rousseau, Voltaire etc.

Ce mouvement a des aspects philosophiques et politiques variés et souvent contradictoires.
Ils ont généralement en commun de penser que les structures sociales doivent être définies par l'homme sur la base de sa seule raison. Ils sont ainsi marqués par le rationalisme et l'exaltation des sciences et de la connaissance humaine, ce qui est résumé par Emmanuel Kant dans son ouvrage Qu'est-ce que les Lumières ?.
Ils s'opposent ainsi à certains piliers du système politique en vigueur[réf. nécessaire] :
- le fait que la législation repose sur une morale révélée et non sur la raison humaine ;
- l'hérédité de charges ou titres, mais non leur vénalité ;
- la décentralisation de l’État.

Les projets politiques sont plus variés. Voltaire propose une monarchie parlementaire, proche de celle d'Angleterre. Montesquieu propose la séparation des pouvoirs législatif, exécutif et judiciaire. Rousseau propose de faire découler tout rôle public d'un mandat du peuple.
Bien que toutes les écoles voient un lien entre les Lumières et la révolution, celui-ci varie beaucoup en nature. Ainsi, François Furet en a donné trois versions différentes.

## Contexte politique

### Glorieuse Révolution
Le système politique anglais a varié en permanence. Il a été marqué par la Grande Charte de 1215 qui garantit les droits de la noblesse et du clergé face à la monarchie.
Une guerre de religion débute en 1642 entre Puritains et Anglicans, appelée après coup la première révolution anglaise. Les puritains renversent et exécutent le roi Charles Ier, et fondent la république de Cromwell, inspirée de la république de Genève de Calvin. Au départ oligarchique, elle devient despotique quand Cromwell se nomme lui-même Lord Protector. En 1660, ce régime est renversé et le pouvoir est rendu à Charles II.
Charles II tente d'établir la liberté religieuse en Angleterre par la Déclaration d'indulgence de 1672, mais elle est rejetée par le Parlement.
Son successeur, Jacques II, tente à nouveau d'établir la liberté religieuse en 1687 avec une nouvelle Déclaration d'indulgence. C'est à ce moment qu'une association de riches marchands, les sept immortels, invite le gendre du roi Guillaume d'Orange à venir prendre le pouvoir à la place de celui-ci. La guerre civile qui s'ensuit de 1688 à 1689 est appelée la Glorieuse Révolution. Elle reçoit l'aide des calvinistes qui ont fui la France à la fin du XVIIe siècle[réf. nécessaire].
La nouvelle dynastie accepte deux textes constitutionnels, la Déclaration des droits de 1689 et l'Acte d'Établissement de 1701, qui précisent la nouvelle organisation politique. Le Parlement dispose du pouvoir législatif, et du pouvoir exécutif par le gouvernement qu'il nomme. L'anglicanisme devient religion d’État et le roi en est le chef. Cette déclaration dit donc l'opposé de la Grande Charte. Un catholique ne peut, comme auparavant, exercer aucun poste public. Le Parlement est élu de manière censitaire par 250 000 électeurs pour une population de 7 millions d'habitants.
C'est ce régime qui sert de modèle aux libéraux français, partisans de la monarchie constitutionnelle. Voltaire l'encense dans ses lettres philosophiques. Une phase « d'anglomanie » en France dure jusqu'à la guerre de Sept Ans, représentée par les lumières et la physiocratie, dont en particulier Gournay.

### L'indépendance américaine
Épuisée financièrement par la guerre de Sept Ans qu’elle a remportée contre la France, l’Angleterre impose autoritairement à ses treize colonies d'Amérique diverses taxes notamment sur les journaux ou le thé. À ce différend fiscal s’ajoute un différend territorial : en effet, le roi d’Angleterre veut réserver les territoires à l’Ouest des Appalaches aux Amérindiens.
Les hostilités commencent en 1774, de manière ponctuelle. Elles se structurent en conflit ouvert en 1775. Les colonies n'ont pas les forces militaires suffisantes. Elles recherchent l'alliance de la France et de l'Espagne, ennemis traditionnels de l'Angleterre[réf. nécessaire].
La franc-maçonnerie joue un rôle dans la constitution d'alliance, en particulier à travers des personnages célèbres comme George Washington, Thomas Jefferson, Benjamin Franklin, Maurepas, La Fayette, Beaumarchais et le comte de Broglie.
En 1774, Louis XV meurt, et Louis XVI devient roi à 20 ans. Maurepas est nommé premier ministre, à la suite de l'opposition violente des Parlements à Maupéou, et nomme Turgot aux finances, et Vergennes aux affaires étrangères.
Dans un premier temps, Maurepas et Vergennes laissent les principaux vendeurs d'armes comme Beaumarchais fournir officieusement des armes aux colonies. Dans un deuxième temps, ils laissent de Broglie organiser le financement d'expéditions militaires « indépendantes », comme celle qui emmène La Fayette en 1776.
Le 4 juillet 1776, les représentants des treize colonies votent la Déclaration d’indépendance des États-Unis d’Amérique à l’égard de l’Angleterre.
Après la chute de Turgot, Maurepas nomme aux finances un banquier suisse calviniste, Jacques Necker. celui-ci promet de financer la guerre par le seul emprunt. Maurepas et Vergennes obtiennent la signature d'une alliance avec le nouvel État le 6 février 1778.

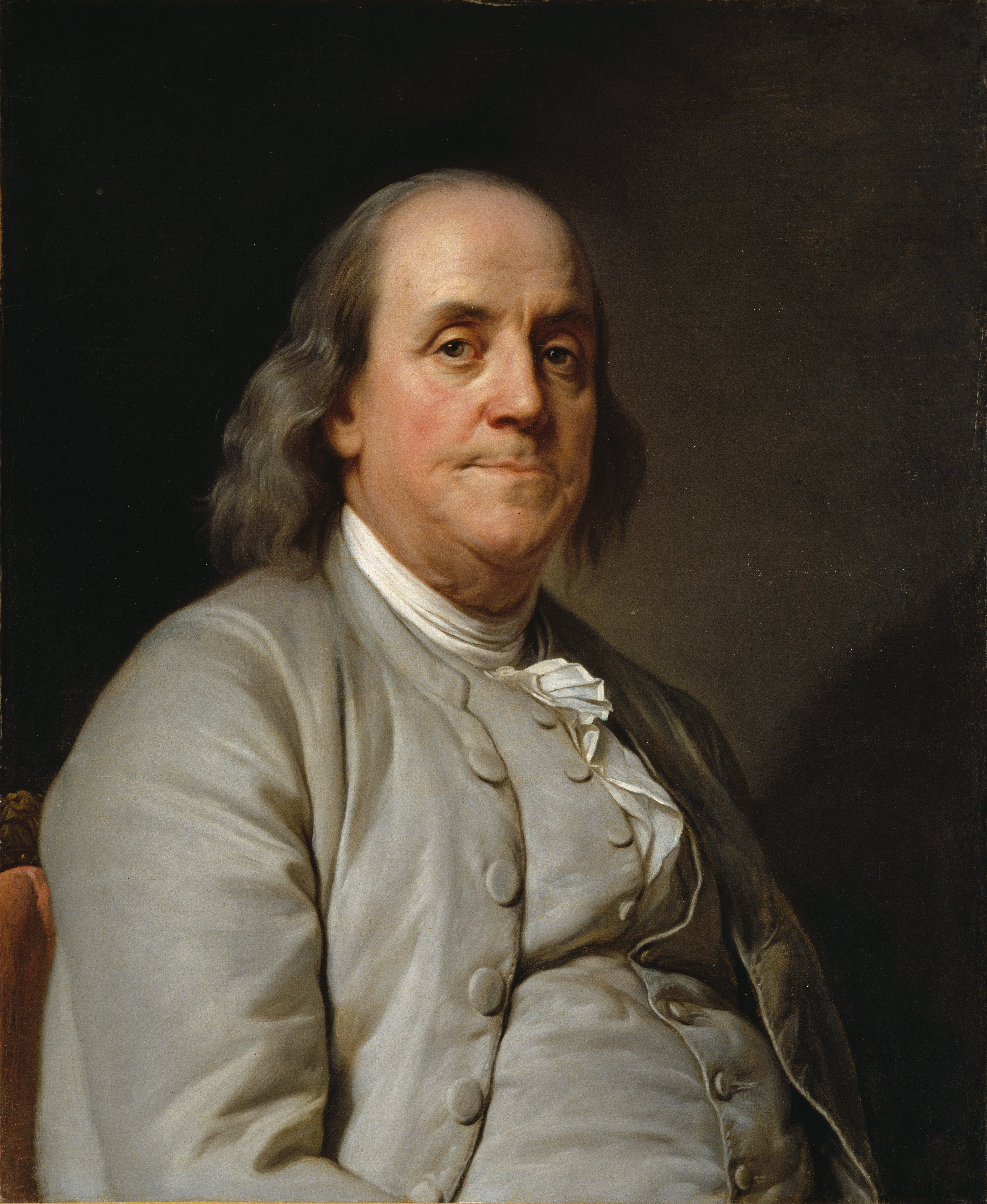
Benjamin Franklin deviendra le premier ambassadeur de la jeune république américaine en France.

Cette guerre, qui dure jusqu'en 1783, creuse un gouffre dans les comptes de l’État, déjà fort abîmés par la guerre de Sept Ans. Les emprunts de Necker s'avèrent innovants, risqués, et pas miraculeux.
En 1787, Les États-Unis se donnent une constitution qui sépare officiellement les pouvoirs exécutif, législatif, et judiciaire, chacun relevant d'un système électif à plusieurs niveaux. La constitution ne reconnait pas la citoyenneté aux amérindiens. La base électorale varie selon les états. Elle exclut toujours les femmes, les noirs, parfois les non-protestants. Dans certains états, elle est censitaire.
Cette guerre n'a eu pour la monarchie française que les conséquences négatives prévisibles[réf. nécessaire] : ruiner ses finances et renforcer ses ennemis. La ruine des comptes publics entraîne la convocation des États généraux de 1789 puisque la monarchie n'a pas le pouvoir de lever impôt.

### Contexte géopolitique

#### Rivalité coloniale
Le point déterminant du contexte est la rivalité coloniale franco-anglaise aux Indes.
Il y a en Europe cinq puissances coloniales qui monopolisent le commerce international, principale source de richesse : Portugal, Espagne, France, Grande-Bretagne, Provinces-Unies. Mais la Grande-Bretagne est celle qui monte, avec une population qui augmente le plus vite. « Entre 1700 et 1780, le commerce extérieur a doublé et les colonies supplantent l'Europe dans les échanges, en particulier grâce à la traite négrière ».
La Guerre de Sept Ans lui a donné une large prépondérance dans le commerce le plus rentable, celui avec l'Asie. En particulier, la Grande-Bretagne domine désormais la présence européenne en Inde depuis la bataille de Plassey et entame ce qui sera la conquête du continent, avec la nationalisation de la Compagnie britannique des Indes orientales de 1773 à 1786. Les Provinces-Unies contrôlent encore le Détroit de Malacca et le commerce des épices, mais la Grande-Bretagne s'est déjà installée en Chine. Seule la France dispose encore d'une flotte qui pourrait s'y opposer à la flotte anglaise. L'indépendance américaine a donné aux Britanniques les mains libres pour en finir avec cette menace.

#### Situation en Europe
Pour le reste, il n'y a en 1789 aucune menace rapprochée sérieuse sur la France.
L'Empire germanique ne s'est jamais remis des guerres de religion engendrées par la Réforme protestante, en particulier la guerre de Trente Ans, qui l'a laissé divisé en centaines de micro-états. Seule la Prusse s'en est tirée et a réussi à constituer un état fort, qui ne cache pas ses ambitions, par exemple en envahissant la Silésie.
L'Autriche a réussi à reconquérir la Hongrie sur les Ottomans et imposer la Pragmatique Sanction. Le souverain autrichien est "empereur des romains", l'empereur germanique.
Les Ottoman ont déjà entamé son lent repli. L'Empire russe est par contre en pleine expansion. À l'est, il a conquis jusqu'à l'Alaska. Au sud, c'est lui qui achève l'empire ottoman.
Enfin, la paix règne avec l'Empire espagnol depuis le traité de Versailles.

## Causes politiques

### Contestation par la noblesse
La monarchie s'est construite en grande partie contre la noblesse, par la centralisation de certaines fonctions étatiques. La noblesse terrienne est partisane de la décentralisation, alors que la monarchie repose sur la centralisation. C'est clairement le problème de la justice, qui est partagée entre une justice seigneuriale et une justice royale concurrentes. La noblesse terrienne refuse l'émancipation de la monarchie, et le fait que la deuxième ne tienne plus sa légitimité de la première.
La noblesse terrienne s'oppose également à l'anoblissement systématique de personnes enrichies qui achètent des charges administratives. Cela lui semble s'opposer au droit héréditaire, qu'elle craint de perdre.
La nouvelle noblesse négociante et banquière pense ne pas être assez reconnue pour ses mérites et ne veut plus de titres héréditaires.
La noblesse est un corps divisé avec des revendications contradictoires.

### Contestation par le négoce
Les négociants et banquiers, influencés par le libéralisme économique, s'opposent à l'organisation économique du royaume. Ils contestent l'ensemble des régulations existantes, comme les corporations, les administrations et règlements municipaux, etc. Partisans de la plus grande liberté possible du négoce, ils s'opposent à tous les corps intermédiaires, sont partisans de la centralisation de l’État et de la réduction de ses fonctions, et souhaitent réduire le plus possible la libertés des producteurs de biens et services de s'organiser par eux-mêmes. Ce conflit majeur entre négoce et industrie sera résumé par Le Chapelier en défendant sa loi :  

« il ne doit pas être permis aux citoyens de certaines professions de s'assembler pour leurs prétendus intérêts communs ; il n'y a plus de corporation dans l'État ; il n'y a plus que l'intérêt particulier de chaque individu, et l'intérêt général. »

Le XVIIIe siècle est également marqué par un conflit permanent entre négociants, banquiers et financiers, fermiers. Ce conflit porte surtout sur la fixation des droits d'entrée et de sortie des marchandises, entre provinces mais surtout dans les ports, que le négoce considère discrétionnaires. Ce conflit est politisé : selon Lüthy, la banque est considérée comme étrangère et protestante, alors que la finance est considérée catholique et régnicole. Les attaques de Necker contre les fermiers en sont considérées comme un symbole.

### Contestation par les Parlements
Les Parlements contestent au roi le pouvoir législatif. Les charges étant vénales, leur composition est passé progressivement de la noblesse d'épée à une bourgeoisie anoblie. Au XVIIIe siècle, ils représentent des classes fortunées[réf. nécessaire].
L'idée que les Parlements représentent « la réaction nobiliaire » est si ancrée chez les historiens qu'il y a eu peu d'études sur son idéologie, et encore moins sur sa composition et les intérêts personnels de ses membres. On peut néanmoins citer l'étude de François Bluche en 1960 : Les magistrats du Parlement de Paris au XVIIIe siècle (1715-1771).

### Contestation par les esclaves
Pendant la décennie précédant la Révolution, les rébellions et évasions se multiplient, préfigurant le soulèvement massif de 1791 à Saint-Domingue qui conduit à l'indépendance d’Haïti.
Cela suit les traités d'indépendance que les Provinces-Unies ont dû consentir aux esclaves révoltés du Suriname, de 1750 à 1783[réf. nécessaire].

### Les conflits professionnels
Il y a à l'intérieur des métiers un conflit syndical séculaire entre maîtres et compagnons. Les Corporations sont des associations de maîtres qui défendent un oligopole, mais également un rapport de forces avec les salariés. Ceux-ci se structurent en Compagnonnage, sous la forme de sociétés souvent secrètes à cause de la loi de janvier 1749 interdisant les syndicats. Pour lutter contre le compagnonnage, les maîtres établissent des règles interdisant  la mobilité professionnelle des compagnons, à l'origine du Livret ouvrier. Ces règles auront leur apogée sous le Consulat avec le décret du 12 avril 1803.
Mais il existe aussi un conflit croissant au 18e siècle entre la population générale des maîtres, et les dirigeants des corporations, souvent appelés « jurés », qui privilégieraient leur intérêt personnel sur celui de la Corporation.

### Les cahiers de doléance
L'élection de représentants des ordres aux états généraux est associée à la rédaction de cahiers de doléances qu'ils ont mission de présenter au roi. Ces cahiers n'ont pas été utilisés puisque les députés ont abandonné leur mandat. Ils ont été néanmoins conservés, dont environ 60,000 cahiers originaux.
Le taux de participation à l'élection est inconnu, car il n'y a généralement pas eu enregistrement nominatif, mais est faible ou très faible. Les rédacteurs se sont généralement appuyés sur des modèles de réponses toutes faites, comme l'instruction du Duc d'Orléans. Les notables ont eu un rôle important dans la rédaction, mais parfois conflictuel entre eux.
Des études thématiques ont été entreprises sur ces cahiers. Par exemple, la thèse de Philippe Grateau étudie l'instruction et la santé. Son introduction décrit la difficulté, voire l'impossibilité de toute synthèse générale. Elle rappelle la réaction d'une des premières personnes à l'avoir tentée, Alexis de Tocqueville, qui a résumé son examen en « ce qu'on réclame est l'abolition simultanée et systématique de toutes les lois et de tous les usages ayant cours dans le pays ».

### Discrédit de personnes publiques
Le règne de Louis XVI est singulièrement exempt des scandales qui ont entaché ceux de Louis XIV et Louis XV. En particulier, on n'y retrouve pas le rôle politique de favorites, comme Madame de Maintenon et surtout Mme de Pompadour, qui influença Louis XV vers la physiocratie, et fut associée au discrédit qui inspira la tentative d'assassinat du 5 janvier 1757.
Dans l'affaire du collier de la reine, le Parlement de Paris aurait utilisé une affaire de droit commun pour porter atteinte à la réputation de la reine.
Selon les mémoires de Madame Campan, Maurepas aurait également organisé une campagne de diffamation contre la reine.

## Causes religieuses

### Contestation de la religion d'État
La religion d’État se manifeste sous le gallicanisme de plusieurs manières[réf. nécessaire] :
- la doctrine catholique précède la législation,

- l'accès à certaines fonctions, publiques et privées, est réservé aux catholiques,
- le roi nomme le clergé.

La prépondérance législative de la doctrine catholique est contestée par le libéralisme politique du parti philosophique qui prône, selon les auteurs :
- le système anglais consistant un « multi-protestantisme d’État », et l'interdiction des autres religions,
- la coexistence des religions avec chacune ses lois,
- le relativisme dans lequel « la loi est l'expression de la volonté populaire », sans pour autant légitimer l'athéisme,
- un « gallicanisme renforcé » dans lequel les lois du pays s'imposeraient à la religion catholique.

Ces différences s'exprimeront à l'Assemblée constituante lors du vote de la constitution civile du clergé qui fut son texte le plus discuté. Le résultat du vote montre un poids déterminant de la dernière tendance. Par contre, le parti philosophique combat les thèses athées de La Mettrie et d'Holbach.
L'accès de tous à toutes les fonctions publiques et privées sans considération de religion est réclamé par les calvinistes et dans une moindre mesure par les juifs[réf. nécessaire].
Le gallicanisme et la nomination du clergé sont contestés par les catholiques ultramontains qui réclament l'indépendance de l’Église par rapport à l’État[réf. nécessaire].
Les calvinistes réclament en plus la création d'un état-civil public. En effet, l'état-civil est du domaine religieux. Les catholiques et les juifs gèrent leur propre état-civil. Par contre, les calvinistes ne disposent pas d'institution apte à le gérer. Ils obtiennent la création de cet état-civil public par un édit de 1787. Mais ils n'en sont pas satisfaits car il ne prévoit pas le divorce, reconnu par le calvinisme contrairement au catholicisme.

### Contestation du catholicisme

#### Le calvinisme
La religion protestante dominante en France au XVIIIe siècle est le calvinisme. Ses adeptes sont appelés « huguenots » ou « religionnaires ». Son apparition au XVIe siècle a entraîné une guerre civile. Cette guerre a connu un cessez-le-feu de courte durée avec l'Édit de Nantes, mais les hostilités reprennent vite. Louis XIV annule en 1685 cet édit qui n'était plus appliqué depuis longtemps. À la fin du XVIIe siècle, un certain nombre de calvinistes s'enfuient aux Provinces-Unies, d'où ils suivront Guillaume d'Orange dans la guerre civile anglaise de la glorieuse révolution.
Satisfaits de la création en Angleterre d'une monarchie anti-catholique qui reconnait les droits des puritains, les calvinistes souhaitent l'instauration en France du même régime, ou à tout le moins l'abrogation de l'édit de Fontainebleau.

#### La franc-maçonnerie
La franc-maçonnerie a été condamnée par l’Église en 1738. Cependant, le Parlement a refusé d'enregistrer la condamnation, qui n'a donc en France aucune valeur légale. Le cardinal Fleury, premier ministre, interdit néanmoins les loges. À sa mort en 1743, Louis XV cesse toute intervention. Il gouverne lui-même. Après la tentative d'assassinat de 1757, il y renonce et prend un premier-ministre franc-maçon, le duc de Choiseul. Celui-ci gouverne de 1758 à 1770. Maurepas gouverne de 1774 à 1781. Ainsi, de 1758 à 1788, le premier ministre fut franc-maçon au moins les deux tiers du temps. Le grand maître du Grand Orient est Louis-Philippe d'Orléans, cousin de Louis XVI. Au XVIIIe siècle, la franc-maçonnerie est surtout présente dans les classes fortunées, dont une grande partie de la noblesse et une partie du haut-clergé[réf. nécessaire].[Interprétation personnelle ?]
Ces accusations sont à l'origine portées par le prêtre jésuite Augustin Barruel dans son ouvrage Mémoires pour servir à l'histoire du jacobinisme, rédigé alors qu'il se trouve en exil à Londres de 1792 à 1798. Affirme que selon lui la Révolution française est le fruit d'un complot ourdi par les philosophes et les francs-maçons, le jacobinisme étant le résultat de leur alliance. Il indique que les Illuminés de Bavière ont influencé les loges françaises, les incitant à comploter contre l'État et leur soufflant l'idée de la Révolution française. La documentation historique démontre toutefois que les franc-maçons ont plutôt fait profil bas en 1789. Ce n’est qu’un demi-siècle plus tard, à l'avènement de la IIe République, que naît la légende révolutionnaire, Alphonse de Lamartine qui n'est pas franc-maçon en est le principal auteur.

#### Le jansénisme
Le jansénisme est une religion - ou un schisme - apparue au XVIIe siècle. Son représentant le plus connu est Blaise Pascal. Elle reprend certains principes fondamentaux du protestantisme comme la Prédestination, en s'appuyant comme Luther sur saint Augustin, tout en se disant authentiquement catholique. Son audience présente des ressemblances avec celle des anciens calvinistes convertis au catholicisme. Le jansénisme s'étend surtout sur les classes fortunées, et en particulier les Parlements. L'influence, longtemps admise par les historiens, du jansénisme aux Parlements est néanmoins difficile à caractériser.
Le jansénisme est condamné en 1713 par la bulle Unigenitus. Le Parlement de Paris refuse de l'enregistrer. Cela pose un problème de principe sur la définition du gallicanisme. Le Régent tergiverse de 1715 à 1723. C'est finalement le cardinal Fleury qui sévit et réprime le jansénisme et la franc-maçonnerie. La bulle est finalement enregistrée en 1730. Le jansénisme ne disparait pas pour autant. Le jansénisme parlementaire s'exprime encore par exemple vers 1750 avec l'affaire des « billets de confession ».
Françoise Hildesheimer le considère comme un des mouvements influents dans le déclenchement de la Révolution et dans l'élaboration de la Constitution civile du clergé.

#### Le négoce
Les négociants réclament :
- L'interdiction du prêt à intérêt (légalisé en France en octobre 1789)[97].

## Causes économiques

### L'état de l'économie
Il est plus généralement admis aujourd'hui que, d'une manière globale, l'économie française se portait bien à la fin du XVIIIe siècle, qu'elle avait une croissance comparable à celle de l'Angleterre, que le niveau de vie de la population s'élevait, et que les crises alimentaires disparaissaient,, en dehors de celles provoquées par la libéralisation du commerce du grain.
Il n'y avait par ailleurs aucune crise financière. Selon Herbert Lüthy, les banquiers sont indiscutablement prospères pendant la décennie précédant la révolution.
Cette situation globale favorable correspond à une accélération de la croissance démographique après 1740.
Le taux d'imposition est faible, ce qui est lié à la taille réduite de l’État. L'impôt total direct et indirect d'un ouvrier maçon est de 5% de ses revenus. Il faut y ajouter les impôts ecclésiastiques pour le culte, l'enseignement, la santé ... Leur taux théorique était de 10%, mais ils rapportaient de manière plus réaliste 7% et personne ne connait vraiment leur taux réel, qui pouvait varier du simple au quadruple puisque personne ne mesure les récoltes et coûts de production,.
La nature de l'économie française a changé au XVIIIe siècle. La France reste un pays majoritairement agricole, mais les gains de productivité permettent déjà d'affecter une population plus importante à l'industrie. La paysannerie ne représente plus que les deux tiers du tiers-état. Cela conduit à la création d'un prolétariat urbain précaire. Les activités les plus lucratives restent le commerce international, en particulier la traite des noirs et l'exploitation coloniale des esclaves, surtout à Saint-Domingue. De 1716 à 1788, le commerce avec l'Amérique a été multiplié par 10 tandis que le commerce avec l'Europe était multiplié par 4.

### Les inégalités de revenus
Une étude de 2000 croise diverses sources d'estimations des inégalités en France depuis 1788. Elle constate une certaine homogénéité des résultats autour des valeurs suivantes : les revenus des 10 % les plus riches représentent en 1780  52 % du revenu total et les revenus des 20 % les moins riches, à la même date, équivalent à 10 % du revenu total. L'auteur indique qu'avant « le décollage industriel et notamment avant 1789 la France est caractérisée par une très forte inégalité qui dépasse le niveau atteint en
Angleterre ».
En 1776, après la Guerre des farines causée par les tentatives physiocrates de libéralisation, l'administration tente une politique de redistribution sociale par un impôt progressif sur les revenus, appuyée sur l'ouvrage de Graslin Essai analytique sur l'impôt de 1767. Louis de Sauvigny la met en œuvre dans la généralité de Paris. Le taux d'imposition varie de 1,25% à un plafond de 20% pour un écart de revenus de 1 à 16.

### Déficit budgétaire structurel
Contrairement aux régimes ultérieurs, l’État ne dispose pas du droit naturel de lever impôt. Il le fait néanmoins, mais de manière toujours contestée par les administrations locales. L'impôt étatique dérive de règlements militaires, qui obligent les vassaux à contribuer à l'effort de guerre du suzerain. Les dépenses de la cour ne représentent que 6 % de l’ensemble. L’État dépense peu sauf pendant les guerres. Celles-ci posent des problèmes de trésorerie systématiques. Louis XIV laisse ainsi les comptes de l’État déficitaires, et le Régent invite John Law à tenter de les redresser avec les mêmes méthodes que celles de la Banque d'Angleterre, la privatisation des dettes de l’État, qui finissent dans les krachs de 1720, dont la conséquence finale est le transfert aux investisseurs de la dette de l’État[réf. nécessaire].
De même, la Guerre de Sept Ans et  la guerre d'indépendance des États-Unis laissent un déficit budgétaire béant. De 1777 à 1781, Necker procède à de nombreux emprunts afin de financer la guerre d’Amérique. Ces emprunts s'avèrent fort coûteux, et Mirabeau traitera Necker de "charlatan", mais il n'y a pas de consensus sur la question de savoir s'il aurait été possible d'emprunter moins cher. Les dépenses de la guerre d'Amérique ne peuvent être remboursées par la fiscalité existante, ni par l'emprunt.
De 1783 à 1787, Calonne devient ministre des finances. Il affirme que pour inspirer confiance, il faut paraître riche et dépenser largement. Il augmente donc les dépenses courantes, en les finançant par des emprunts de plus en plus importants. Après trois années de semblables prodigalités, le Parlement refuse de nouveaux emprunts. Calonne est donc contraint de lancer un projet de réforme fiscale visant à la création d’un impôt. En février 1787, sachant que son projet se heurterait à l’opposition du Parlement, Calonne convoque une assemblée de notables, nommés par le roi, qu’on espère dociles, pour ratifier la réforme. Mais cette assemblée refuse, ce qui conduit au renvoi de Calonne en avril 1787.
En 1787,  de Brienne est nommé à son tour. Ami de Turgot, il rétablit la libéralisation des marchés suspendue en juin 1776, en particulier le marché du grain, ce qui est bien accueilli par les Parlements. Puis il tente à son tour de créer un impôt. Le Parlement refuse. Le roi l'exile à Troyes. Cela donne lieu à des scènes d'émeutes. Le 7 juin 1788, c'est la Journée des tuiles à Grenoble. Le Parlement exige la convocation immédiate des États Généraux et invite les Français à refuser le paiement des impôts jusqu’à ce que le roi cède. En 1788, de Brienne démissionne et le roi capitule : il convoque, pour 1789, les États Généraux, qui n’ont pas été réunis depuis 1614, pour voter un nouvel impôt.

### Le mécontentement économique populaire
La libéralisation du commerce des grains entraîne un doublement du nombre d'émeutes entre 1763 et 1789. Après la tentative de Choiseul en 1763, et celle de Turgot en 1774, une dernière tentative a lieu sous le ministère de Brienne en 1787. Une loi de juin 1787 établit une troisième fois la liberté du commerce des grains. Elle doit être à nouveau annulée par Necker. L'arrêt du conseil d’État du 7 septembre 1788 interdit l'exportation de grain. L'arrêt du 23 novembre 1788 subventionne même l'importation de blé des États-Unis.
Il n'y a néanmoins pas consensus sur le lien entre l'augmentation des émeutes et la libéralisation. Pour certains auteurs, l'augmentation des mouvements populaires est structurelle et traduit une modification de la perception populaire du régime politique.